# Discografie van Cho
Hieronder volgt de discografie van de Nederlandse rapper Cho, met name zijn albums en zijn nummers met een notering in een hitlijst. 

## Albums
| Album         | Verschijnen     | Label               | Hitlijsten | Hitlijsten | Hitlijsten | Hitlijsten | Opmerkingen |
| Album         | Verschijnen     | Label               | BE (VL)    | BE (VL)    | NL         | NL         | Opmerkingen |
| Album         | Verschijnen     | Label               | Piek       | Weken      | Piek       | Weken      | Opmerkingen |
| ------------- | --------------- | ------------------- | ---------- | ---------- | ---------- | ---------- | ----------- |
| Knock knock 3 | 10 juni 2016    | Top Notch           | 108        | 1          | 3          | 20         | Studioalbum |
| Since '93     | 14 juni 2019    | New Vintage College | 54         | 2          | 4          | 25         | Studioalbum |
| Chosen        | 14 mei 2021     | New Vintage College | 54         | 2          | 4          | 10         | Studioalbum |
| Thnx          | 10 juni 2022    | New Vintage College | —          | —          | 12         | 2          | Studioalbum |
| Knock knock 4 | 26 oktober 2023 | New Vintage College | 87         | 2          | 4          | 12         | Studioalbum |

## Nummers met notering(en) in een hitlijst
| Lied                                            | Verschijnen       | Album                                 | Hitlijsten | Hitlijsten | Hitlijsten  | Hitlijsten  | Hitlijsten   | Hitlijsten   | Opmerkingen                |
| Lied                                            | Verschijnen       | Album                                 | BE (VL)    | BE (VL)    | NL (Top 40) | NL (Top 40) | NL (Top 100) | NL (Top 100) | Opmerkingen                |
| Lied                                            | Verschijnen       | Album                                 | Piek       | Weken      | Piek        | Weken       | Piek         | Weken        | Opmerkingen                |
| ----------------------------------------------- | ----------------- | ------------------------------------- | ---------- | ---------- | ----------- | ----------- | ------------ | ------------ | -------------------------- |
| Misschien wel hè?                               | 2 januari 2015    | —                                     | tip17      | —          | —           | —           | 54           | 14           | Platina in Nederland       |
| Was je nog maar hier                            | 31 juli 2015      | —                                     | —          | —          | —           | —           | 95           | 1            |                            |
| Ik mis je (met La Rouge)                        | 10 juni 2016      | Knock knock 3                         | —          | —          | tip2        | —           | 33           | 15           | Platina in Nederland       |
| Eerste keer (met Abigail Johnson)               | 10 juni 2016      | Knock knock 3                         | —          | —          | —           | —           | 88           | 1            |                            |
| Popalik (met Stefflon Don)                      | 10 juni 2016      | Knock knock 3                         | —          | —          | —           | —           | 54           | 11           | Platina in Nederland       |
| Location (met Jonna Fraser)                     | 14 oktober 2016   | Blessed (van Jonna Fraser)            | —          | —          | —           | —           | 64           | 1            |                            |
| Eerste keer 2.0 (met Abigail Johnson en Kempi)  | 26 oktober 2016   | —                                     | —          | —          | —           | —           | 99           | 1            |                            |
| Op de weg (met Equalz en Adje)                  | 4 augustus 2017   | Reloaded (van Equalz)                 | tip        | —          | tip1        | —           | 3            | 28           | Dubbelplatina in Nederland |
| Oeps (met Latifah)                              | 8 september 2017  | On my way (van Latifah)               | —          | —          | —           | —           | 80           | 1            |                            |
| Bandz (met Jonna Fraser)                        | 27 oktober 2017   | Blessed II                            | —          | —          | —           | —           | 45           | 1            |                            |
| Hooptie money (met Esko, JoeyAK en MocroManiac) | 7 maart 2018      | Beats by Esko (van Esko)              | —          | —          | —           | —           | 71           | 2            |                            |
| Put it on me (met Abigail Johnson)              | 13 april 2018     | —                                     | —          | —          | —           | —           | 80           | 1            |                            |
| Bende (met Spanker, Latifah en Idaly)           | 8 juni 2018       | Ontbijten met champagne (van Spanker) | —          | —          | —           | —           | 94           | 2            |                            |
| Chemisty (met Architrackz, Equalz en Mula B)    | 23 augustus 2018  | Dashawn (van Architrackz)             | —          | —          | —           | —           | 35           | 14           | Platina in Nederland       |
| Schudden (met Bokoesam)                         | 28 september 2018 | Nachtvlinder (van Bokoesam)           | —          | —          | —           | —           | 92           | 1            |                            |
| Soldaat (met Sevn Alias, Murda en Jayh)         | 19 oktober 2018   | Rwina (Mocro Maffia soundtrack)       | —          | —          | —           | —           | 74           | 1            |                            |
| Astmaflow                                       | 1 februari 2019   | Since '93                             | —          | —          | —           | —           | 56           | 2            |                            |
| Pinpas (met Sevn Alias)                         | 7 juni 2019       | Since '93                             | —          | —          | —           | —           | 43           | 3            |                            |
| Zag je staan (met Idaly)                        | 13 juni 2019      | Since '93                             | —          | —          | —           | —           | 72           | 1            |                            |
| Bernie Mac (met JoeyAK)                         | 13 juni 2019      | Since '93                             | —          | —          | —           | —           | 100          | 1            |                            |
| Single (met Architrackz en Equalz)              | 28 juni 2019      | —                                     | —          | —          | —           | —           | 87           | 2            |                            |
| Vergeet                                         | 14 februari 2020  | —                                     | —          | —          | —           | —           | 90           | 1            |                            |
| Cardi (met Frenna)                              | 30 april 2021     | Chosen                                | —          | —          | —           | —           | 81           | 2            |                            |
| Original (met Stefflon Don)                     | 13 mei 2021       | Chosen                                | —          | —          | —           | —           | 74           | 1            |                            |
| Nasty (met Bryan Mg)                            | 13 mei 2021       | Chosen                                | —          | —          | —           | —           | 95           | 1            |                            |
| Alsjeblieft (met Josylvio en Henkie T)          | 15 oktober 2021   | Vallen & opstaan (van Josylvio)       | —          | —          | tip14       | —           | 16           | 7            | Goud in Nederland          |
| Location (met KM)                               | 16 september 2022 | —                                     | —          | —          | —           | —           | 76           | 1            |                            |
| Swim deep (met Yade Lauren en Kevin)            | 23 september 2022 | —                                     | —          | —          | tip6        | —           | 9            | 9            |                            |
| Feeling                                         | 25 november 2022  | —                                     | —          | —          | —           | —           | 89           | 1            |                            |
| U & me (met Jonna Fraser en Spanker)            | 13 oktober 2023   | Knock knock 4                         | —          | —          | —           | —           | 61           | 2            |                            |
| Niet genoeg (met Idaly)                         | 27 oktober 2023   | Knock knock 4                         | —          | —          | tip10       | —           | 32           | 12           |                            |
| Dichtbij jou zijn (met Frenna)                  | 27 oktober 2023   | Knock knock 4                         | —          | —          | —           | —           | 87           | 1            |                            |